# Pierre-Enlevée
La Pierre-Enlevée, appelée aussi Pierre aux Sorciers est un menhir situé à Vaumort, dans le département de l'Yonne en France.

## Description
Le menhir mesure 3,35 m de hauteur et environ  3,35 m de circonférence.

## Historique
L'édifice est classé au titre des monuments historiques en 1889.